# جاکومو ویانلو
جاکومو ویانلو (انگلیسی: Giacomo Vianello; ۴ ژوئن ۱۹۴۷ – ۱۳ ژانویهٔ ۲۰۲۲) بازیکن فوتبال اهل ایتالیا بود.
از باشگاه‌هایی که در آن بازی کرده‌است می‌توان به باشگاه فوتبال آتالانتا، باشگاه فوتبال کومو، باشگاه فوتبال لیورنو، باشگاه فوتبال پالرمو، باشگاه فوتبال ناپولی، و باشگاه فوتبال ترنانا اشاره کرد.